# روبرت ويليام (طبيب)
روبرت ويليام (بالإنجليزية: Robert Hale)‏ هو طبيب أمريكي، ولد في 12 فبراير 1702، وتوفي في 20 مارس 1767.